# Zbigniew Gorajski
Zbigniew Gorajski (Gorayski) herbu Korczak (ur. 1596, zm. 1655) – kasztelan chełmski w latach 1641–1653, kasztelan kijowski w latach 1653-1655, pokojowy królewski w 1640 roku, dworzanin królewski w 1637 roku, w latach 1628–1641 wielokrotny marszałek sejmiku województwa lubelskiego, uczestnik sejmów walnych, poseł podczas rokowań ze Szwecją w roku 1646, przedstawiciel dyplomatyczny Rzeczypospolitej w Królestwie Szwecji w 1654 roku.
Wyznawca kalwinizmu, należał do czołówki znanych, wykształconych i majętnych ludzi I Rzeczypospolitej.

## Życiorys
Zbigniew Gorajski, po śmierci ojca Adama Gorajskiego w 1602 r. odziedziczył po nim wszystkie jego posiadłości, w tym miasto Biłgoraj (wówczas jeszcze zwany Biełgoraj). Studiował w Gimnazjum w Gdańsku w latach 1607–1612, w Heidelbergu w latach 1613–1615, w Bazylei w 1615 roku, w Lejdzie w 1616 roku.
Po studiach podróżował po całej Europie, do Polski wrócił w  1619.
W 1621 r. wystawił trzy chorągwie wojska i wziął udział w Bitwie pod Chocimiem, podczas której wykazał się odwagą i dużym męstwem. W uznaniu tych zasług król Władysław IV Waza nadał mu tytuł "pokojowego królewskiego". W 1623 r. Zbigniew ponownie podróżował po Europie – odwiedził m.in. Belgię, Francję i Włochy. W 1626 r. odwiedził Grecję i Egipt.
Po powrocie na stałe zamieszkał w miejscowości Radzięcin (obecnie powiat biłgorajski). Aby poprawić sytuację finansową swojego majątku, 6 grudnia 1628 r. nadał przywilej dla cechu rzemieślniczego w Biłgoraju. 21 grudnia 1634 r. wydał dla miasta tzw. "ordynację", w której potwierdził m.in. wszystkie nadania dla obywateli miasta udzielone przez swego ojca.
26 lutego 1630 r. Gorajski poślubił Teodorę Leszczyńską, córkę Rafała Leszczyńskiego, wojewody bełskiego.
Od 1628 r. Zbigniew brał udział w sejmikach szlacheckich województwa lubelskiego, którym często marszałkował. Poseł na sejm zwyczajny 1635 roku, sejm zwyczajny 1637 roku, sejm nadzwyczajny 1637 roku, sejm 1638 roku, sejm 1639 roku, sejm 1640 roku, sejm 1641 roku. Ponadto kierował polityką województwa.
Deputat na Trybunał Główny Koronny w latach 1638/1639 z województwa lubelskiego.
Był elektorem Władysława IV Wazy z województwa łęczyckiego, elektor Jana II Kazimierza Wazy z województwa ruskiego.
W 1640 reprezentował króla na pogrzebie księcia pruskiego Jerzego Wilhelma w Królewcu.
19 kwietnia 1641 r. Zbigniew został mianowany kasztelanem chełmskim. Był przewodniczącym delegacji kalwińskiej na  colloquium charitativum w Toruniu w 1645 roku. Król obdarzał go dużym zaufaniem – w 1646 wysłał go na rokowania ze Szwecją. Jego misja nie powiodła się. Był członkiem konfederacji generalnej zawiązanej 31 lipca 1648 roku. Na sejmie 1649/1650 roku wyznaczony z Senatu na komisarza komisji wojskowej lubelskiej, która zająć się miała wypłatą zaległych pieniędzy wojsku. Król Jan Kazimierz Waza wysyłał go m.in. na rokowania z Kozakami w 1650 i 1651 r., oraz na rokowania do Lubeki w 1652. Rozmowy w Lubece również się zakończyły niepowodzeniem, w drodze powrotnej Gorajski gościł u elektorów branderburskiego i saskiego w Berlinie i Szpandorfie.
Gorajski był również aktywnym działaczem religijnym. Otaczał opieką kalwinów, prawosławnych i katolików. Bardzo dobrze znał Pismo Święte, opiekował się drukarnią w Baranowie i szkołą w Biłgoraju, wspomagał finansowo zbory w Biłgoraju i Radzięcinie.
Zmarł w kwietniu 1655 r., tuż przed zaplanowanym wyjazdem na kolejne rokowania do Szwecji.